# Велика Нева
Велика Нева́ (рос. Большая Нева) — рукав Неви, що починається біля Палацового мосту та впадає у Невську губу.

## Географічні дані
Довжина річки становить близько 3,5 км, ширина — від 200 до 400 м, глибина — до 12,8 м. У Велику Неву впадають річки Мойка, Пряжка і Фонтанка, а також Ново-Адміралтейський канал. Неподалік від гирла Великої Неви починається річка Єкатерингофка та Морський канал.
Велика Нева є найбільшим за повноводністю серед рукавів Неви; витрата води біля Стрілки Васильєвського острова складає 1520 м³/с (60 % загального стоку Неви). Вона також є основною судноплавною ділянкою серед рукавів Неви.

## Пам'ятки
Через Велику Неву перекинуто два мости:
- Палацовий міст
- Благовіщенський міст

На її берегах знаходяться також:
- Кунсткамера
- Будинок Академії наук
- Будівля 12 колегій
- Меншиковський палац
- Академія мистецтв
- Гірничий інститут
- Адміралтейство
- Мідний вершник
- Будівлі Сенату і Синоду
- Адміралтейські верфі
- Балтійський завод